# Weschnitz, Bergstraße und Odenwald bei Weinheim
Das FFH-Gebiet Weschnitz, Bergstraße und Odenwald bei Weinheim ist ein im Jahr 2005 durch das Regierungspräsidium Karlsruhe nach der Richtlinie 92/43/EWG (Fauna-Flora-Habitat-Richtlinie) angemeldetes Schutzgebiet (Schutzgebietskennung DE-6417-341) im deutschen Bundesland Baden-Württemberg. Mit Verordnung des Regierungspräsidiums Karlsruhe zur Festlegung der Gebiete von gemeinschaftlicher Bedeutung vom 12. Oktober 2018 (in Kraft getreten am 11. Januar 2019) wurde das Schutzgebiet festgelegt. Das FFH-Gebiet ist Bestandteil des europäischen Schutzgebietsnetzes Natura 2000.

## Lage
Das rund 713 Hektar große FFH-Gebiet gehört zu den Naturräumen 145-Vorderer Odenwald, 225-Hessische Rheinebene und 226-Bergstraße innerhalb der naturräumlichen Haupteinheiten 14-Odenwald, Spessart und Südrhön und 22-Nördliches Oberrheintiefland. Es liegt östlich von Laudenbach und Hemsbach und erstreckt sich über die Markungen von drei Städten und Gemeinden:
- Hemsbach: 335,1324 ha = 47 %
- Laudenbach: 171,1314 ha = 24 %
- Weinheim: 206,7838 ha = 29 %

## Beschreibung und Schutzzweck
Es handelt sich um den bewaldeten Westrand des Odenwaldes mit eingestreuten Grünlandinseln unterschiedlicher Größe. Eine Besonderheit des Gebiets sind die zwei
kanalisierten Wasserläufe der Weschnitz in der Rheinebene mit je ca. sieben Kilometer Länge.

### Lebensraumtypen
Gemäß Anlage 1 der Verordnung des Regierungspräsidiums Karlsruhe zur Festlegung der Gebiete von gemeinschaftlicher Bedeutung (FFH-Verordnung) vom 12. Oktober 2018 kommen folgende Lebensraumtypen nach Anhang I der FFH-Richtlinie im Gebiet vor:
| EU Code | Lebensraumtyp (offizielle Bezeichnung)                                                                          | Kurzbezeichnung                              | Hektar |
| ------- | --- | -------------------------------------------- | ------ |
| 3150    | Natürliche eutrophe Seen mit einer Vegetation des Magnopotamions oder Hydrocharitions                           | Natürliche nährstoffreiche Seen              | 2,7    |
| 3260    | Flüsse der planaren bis montanen Stufe mit Vegetation des Ranunculion fluitantis und des Callitricho-Batrachion | Fließgewässer mit flutender Wasservegetation | 0,0445 |
| 6210    | Naturnahe Kalk-Trockenrasen und deren Verbuschungsstadien (Festuco-Brometalia)                                  | Kalk-Magerrasen                              | 7,3    |
| 6430    | Feuchte Hochstaudenfluren der planaren und montanen bis alpinen Stufe                                           | Feuchte Hochstaudenfluren                    | 0,2    |
| 6510    | Magere Flachland-Mähwiesen (Alopecurus pratensis, Sanguisorba officinalis)                                      | Magere Flachland-Mähwiesen                   | 54,5   |
| 8150    | Kieselhaltige Schutthalden der Berglagen Mitteleuropas                                                          | Silikatschutthalden                          | 1,5    |
| 8220    | Silikatfelsen mit Felsspaltenvegetation                                                                         | Silikatfelsen mit Felsspaltenvegetation      | 6,8    |
| 8230    | Silikatfelsen mit Pioniervegetation des Sedo-Scleranthion oder des Sedo albi-Veronicion dillenii                | Pionierrasen auf Silikatfelskuppen           | 0,0257 |
| 9110    | Hainsimsen-Buchenwald (Luzulo-Fagetum)                                                                          | Hainsimsen-Buchenwald                        | 29,8   |
| 9130    | Waldmeister-Buchenwald (Asperulo-Fagetum)                                                                       | Waldmeister-Buchenwald                       | 22,4   |
| 9180    | Schlucht- und Hangmischwälder (Tilio-Acerion)                                                                   | Schlucht- und Hangmischwälder                | 8,3    |
| 91E0    | Auenwälder mit Alnus glutinosa und Fraxinus excelsior (Alno-Padion, Alnion incanae, Salicion albae)             | Auenwälder mit Erle, Esche, Weide            | 1,0    |

### Arteninventar
Folgende Arten von gemeinschaftlichem Interesse sind nach der Anlage 1 der Verordnung des Regierungspräsidiums Karlsruhe vom 12. Oktober 2018 (FFH-Verordnung) für das Gebiet gemeldet:
| Bild                                 | EU Code | * | Art                                  | wissenschaftlicher Name     | Artengruppe    |
| ------------------------------------ | ------- | - | ------------------------------------ | --------------------------- | -------------- |
| Grüne Flussjungfer                   | 1037    |   | Grüne Flussjungfer                   | Ophiogomphus cecilia        | Libellen       |
| Dunkler Wiesenknopf-Ameisen-Bläuling | 1061    |   | Dunkler Wiesenknopf-Ameisen-Bläuling | Maculinea nausithous        | Schmetterlinge |
| Spanische Flagge                     | 1078    |   | Spanische Flagge                     | Callimorpha quadripunctaria | Schmetterlinge |
| Hirschkäfer                          | 1083    |   | Hirschkäfer                          | Lucanus cervus              | Käfer          |
| Steinbeißer                          | 1149    |   | Steinbeißer                          | Cobitis taenia              | Fische         |
| Groppe                               | 1163    |   | Groppe                               | Cottus gobio                | Fische         |
| Kammmolch                            | 1166    |   | Kammmolch                            | Triturus cristatus          | Lurche         |
| Gelbbauchunke                        | 1193    |   | Gelbbauchunke                        | Bombina variegata           | Amphibien      |
| Mopsfledermaus                       | 1308    |   | Mopsfledermaus                       | Barbastella barbastellus    | Säugetiere     |
| Bechsteinfledermaus                  | 1323    |   | Bechsteinfledermaus                  | Myotis bechsteinii          | Säugetiere     |
| Großes Mausohr                       | 1324    |   | Großes Mausohr                       | Myotis myotis               | Säugetiere     |

### Zusammenhängende Schutzgebiete
Das FFH-Gebiet liegt bis auf die zwei kanalisierten Wasserläufe der Weschnitz sowohl im Landschaftsschutzgebiet 2.26.043-Bergstraße-Nord und im Naturpark Neckartal-Odenwald. Folgende Naturschutzgebiete liegen innerhalb des FFH-Gebiets:
- 2010-Wüstnächstenbach und Haferbuckel
- 2056-Steinbruch Sulzbach
- 2147-Schafhof-Teufelsloch